# Tatjana Gojsjtsjik
Tatjana Gennadjevna Gojsjtsjik-Nasonova (Russisch: Татьяна Геннадьевна Гойщик-Насонова) (Konovalovo, 6 juli 1952) is een atleet uit de Sovjet-Unie.
Op de Olympische Zomerspelen van Moskou in 1980 liep Gojsjtsjik met het Russisch estafette-team op de 4 × 400 meter estafette naar een gouden medaille. Eerder dat seizoen had Gojsjtsjik op de Europese indoor-kampioenschappen al een derde plaats behaald op de individuele 400 meter.
- World Athletics: 14343714

1972: Käsling, Kühne, Seidler, Zehrt ·
1976: Maletzki, Rohde, Streidt, Brehmer ·
1980: Prorotsjenko, Gojsjtsjik, Zjoeskova, Nazarova ·
1984: Leatherwood, Howard, Brisco-Hooks, Cheeseborough ·
1988: Ledovskaja, Nazarova, Pinigina, Bryzgina ·
1992: Roezina, Dzjigalova, Nazarova, Bryzgina ·
1996: Stevens, Malone, Graham, Miles ·
2000: Miles Clark, Hennagan, Colander, Anderson ·
2004: Trotter, Henderson, Richards, Hennagan ·
2008: Wineberg, Felix, Henderson, Richards ·
2012: Trotter, Felix, McCorory, Richards-Ross ·
2016: Okolo, Hastings, Francis, Felix ·
2020: McLaughlin, Felix, Muhammad, Mu ·
2024: Little, McLaughlin-Levrone, Thomas, Holmes